# Mariano Echeverría
Mariano Raúl Echeverría  (Mar del Plata, 27 de mayo de 1981) es un exfutbolista argentino que se desempeñaba como defensor central. Jugó en Tigre, Chacarita Juniors y Boca Juniors, entre otros.

## Trayectoria

### Primeros pasos, Chacarita y Tigre
Echeverría comenzó su carrera como jugador en las categorías inferiores de Independiente de Mar del Plata. Después de muchos años luchando en equipos como Municipal Valencia, San Lorenzo de Mar del Plata, Villa Atuel, Luján de Cuyo y Deportivo Maipú, se unió a Chacarita Juniors, donde -en su primera temporada- logró el ascenso a la Primera División de Argentina.
Luego de su paso por el Funebrero, es transferido a Tigre, donde se consagra definitivamente en la Primera División de Argentina, logrando los subcampeonatos del Torneo Clausura 2012 y el de la Copa Sudamericana 2012.

### Arsenal de Sarandí
Mariano llega a Arsenal de la mano de Gustavo Alfaro, equipo en el que logra la titularidad rápidamente. En su paso por el club, logró su primer título oficial, es decir la Copa Argentina 2012/13, y también llegar a los cuartos de final de la Copa Libertadores 2014, mayor instancia alcanzada por el club hasta el momento.

### Boca Juniors
En agosto del 2014, Mariano Echeverría llega a Boca Juniors con el pase en su poder y como pedido expreso de Rodolfo Arruabarrena. El central tuvo un buen rendimiento, finalizando el semestre con 16 partidos disputados (todos de titular) y dos goles convertidos. Sin embargo, ante la superpoblación de marcadores centrales, sumada a la preferencia del técnico Arruabarrena por otros futbolistas, Echeverría rescindió su contrato.

## Selección Argentina
Mariano Echeverría debutó en la Selección Argentina de Fútbol de la mano de Diego Armando Maradona en un partido amistoso contra la Selección de fútbol de Jamaica, el 20 de febrero de 2010, que el combinado nacional ganó por 2 a 1.

## Clubes

### Como jugador
| Club                           | País      | Año       |
| ------------------------------ | --------- | --------- |
| Independiente de Mar del Plata | Argentina | 2002      |
| Municipal Valencia             | Honduras  | 2002-2003 |
| San Lorenzo de Mar del Plata   | Argentina | 2003      |
| Municipal Valencia             | Honduras  | 2004-2005 |
| Villa Atuel                    | Argentina | 2005-2006 |
| Luján de Cuyo                  | Argentina | 2006-2007 |
| Deportivo Maipú                | Argentina | 2007-2008 |
| Chacarita Juniors              | Argentina | 2008-2010 |
| Tigre                          | Argentina | 2010-2013 |
| Arsenal FC                     | Argentina | 2013-2014 |
| Boca Juniors                   | Argentina | 2014      |
| Tigre                          | Argentina | 2015-2017 |
| Ferro                          | Argentina | 2017-2018 |

### Como entrenador
| Club               | País      | Año       |
| ------------------ | --------- | --------- |
| Tigre              | Argentina | 2018-2019 |
| Johor Darul Ta'zim | Malasia   | 2022      |

## Estadísticas

### Como jugador
Actualizado el 03 de diciembre de 2017
| Villa Atuel Argentina                                                                              | 2005/06             | 4.ª                 | 24  | 5  | - | - | -  | -  | 24  | 5  |
| Villa Atuel Argentina                                                                              | Total               | Total               | 24  | 5  | - | - | -  | -  | 24  | 5  |
| Luján de Cuyo Argentina                                                                            | 2006/07             | 3.ª                 | 26  | 2  | - | - | -  | -  | 26  | 2  |
| Luján de Cuyo Argentina                                                                            | Total               | Total               | 26  | 2  | - | - | -  | -  | 26  | 2  |
| Deportivo Maipú Argentina                                                                          | 2007/08             | 4.ª                 | 27  | 0  | - | - | -  | -  | 27  | 0  |
| Deportivo Maipú Argentina                                                                          | Total               | Total               | 27  | 0  | - | - | -  | -  | 27  | 0  |
| Chacarita Juniors Argentina                                                                        | 2008/09             | 2.ª                 | 36  | 3  | - | - | -  | -  | 36  | 3  |
| Chacarita Juniors Argentina                                                                        | 2009/10             | 1.ª                 | 26  | 3  | - | - | -  | -  | 26  | 3  |
| Chacarita Juniors Argentina                                                                        | Total               | Total               | 62  | 6  | - | - | -  | -  | 62  | 6  |
| Tigre Argentina                                                                                    | 2010/11             | 1.ª                 | 37  | 4  | - | - | -  | -  | 37  | 4  |
| Tigre Argentina                                                                                    | 2011/12             | 1.ª                 | 34  | 4  | 0 | 0 | -  | -  | 34  | 4  |
| Tigre Argentina                                                                                    | 2012/13             | 1.ª                 | 33  | 1  | 0 | 0 | 17 | 2  | 51  | 3  |
| Tigre Argentina                                                                                    | Total               | Total               | 104 | 9  | 0 | 0 | 17 | 2  | 121 | 13 |
| Arsenal FC Argentina                                                                               | 2013/14             | 1.ª                 | 32  | 8  | 4 | 1 | 6  | 1  | 42  | 10 |
| Arsenal FC Argentina                                                                               | Total               | Total               | 32  | 8  | 4 | 1 | 6  | 1  | 42  | 10 |
| Boca Juniors Argentina                                                                             |                     |                     |     |    |   |   |    |    |     |    |
| 2014                                                                                               | 1.ª                 | 13                  | 2   | 0  | 0 | 3 | 0  | 16 | 2   |    |
| Total                                                                                              | Total               | 13                  | 2   | 0  | 0 | 3 | 0  | 16 | 2   |    |
| Tigre Argentina                                                                                    | 2015                | 1.ª                 | 12  | 0  | 0 | 0 | 1  | 0  | 13  | 0  |
| Tigre Argentina                                                                                    | 2016                | 1.ª                 | 9   | 0  | 0 | 0 | -  | -  | 9   | 0  |
| Tigre Argentina                                                                                    | Total               | Total               | 21  | 0  | 0 | 0 | 1  | 0  | 22  | 0  |
| Ferro Argentina                                                                                    | 2017/18             | 2.ª                 | 10  | 0  | - | - | -  | -  | 10  | 0  |
| Ferro Argentina                                                                                    | Total               | Total               | 10  | 0  | - | - | -  | -  | 10  | 0  |
| Total en su carrera                                                                                | Total en su carrera | Total en su carrera | 319 | 32 | 4 | 1 | 27 | 3  | 350 | 36 |
| (1)Incluye Copa Argentina y Supercopa Argentina. (2)Incluye Copa Libertadores y Copa Sudamericana. |                     |                     |     |    |   |   |    |    |     |    |

### Como entrenador
| Equipo                     | Div.                  | Torneo                    | Estadísticas | Estadísticas | Estadísticas | Estadísticas | Estadísticas | Estadísticas | Estadísticas | Estadísticas |
| Equipo                     | Div.                  | Torneo                    | PJ           | G            | E            | P            | GF           | GC           | DG           | Efectividad  |
| -------------------------- | --------------------- | ------------------------- | ------------ | ------------ | ------------ | ------------ | ------------ | ------------ | ------------ | ------------ |
| Tigre Argentina            | 1.ª                   | Primera División 2018-19  | 11           | 3            | 3            | 5            | 16           | 23           | -7           | 36,36%       |
| Total                      | Total                 | Total                     | 11           | 3            | 3            | 5            | 16           | 23           | -7           | 36,36%       |
| Johor Darul Ta'zim Malasia | 1.ª                   | Superliga de Malasia 2022 | 22           | 17           | 5            | 0            | 61           | 12           | +49          | 84,84%       |
| Total                      | Total                 | Total                     | 22           | 17           | 5            | 0            | 61           | 12           | +49          | 84,84%       |
| Total como entrenador      | Total como entrenador | Total como entrenador     | 33           | 20           | 8            | 5            | 77           | 35           | +42          | 68,68%       |

## Palmarés

### Campeonatos nacionales
| Título                     | Equipo             | País      | Año     |
| -------------------------- | ------------------ | --------- | ------- |
| Liga de Ascenso            | Municipal Valencia | Honduras  | 2004    |
| Torneo Argentino B         | Deportivo Maipú    | Argentina | 2007/08 |
| Ascenso a Primera División | Chacarita Juniors  | Argentina | 2009    |
| Copa Argentina             | Arsenal            | Argentina | 2012/13 |